# Villiers-le-Morhier
Villiers-le-Morhier település Franciaországban, Eure-et-Loir megyében. Lakosainak száma 1359 fő (2022. január 1.). Villiers-le-Morhier Coulombs, Maintenon, Nogent-le-Roi, Pierres, Saint-Lucien, Saint-Martin-de-Nigelles és Senantes községekkel határos.

## Népesség
A település népessége az elmúlt években az alábbi módon változott:
| Lakosok száma | 539  | 878  | 1077 | 1327 | 1353 | 1352 | 1339 | 1335 | 1366 | 1359 |
|               | 1968 | 1982 | 1990 | 2006 | 2013 | 2015 | 2017 | 2019 | 2020 | 2022 |